# Rosa Pavlovsky de Rosemberg
Rosa Pavlovsky de Rosemberg (Taganrog, Rusia, 1862 - Buenos Aires, Argentina, 1936), hija de judíos rusos (Santiago Pavlovsky y Agafia Guershova), fue una médica rusa, que ejerció la medicina en la Argentina. Durante su infancia su familia se trasladó a Francia. Tenía tres hermanos Isaak Pavlovski (1853-1924), Aaron Pavlovsky (1856-1918) y Alejandro Pavlovsky (1865-1934).
En 1883, Aarón Pavlovsky fue contratado como ingeniero agrónomo por el gobierno argentino, pues podía ser de gran utilidad como experto en vitivinicultura en Mendoza. Años después, al desatarse  en Mendoza una epidemia de cólera, que se extendió entre 1886 y 1887. El gobierno de Rufino Ortega, pariente de la esposa de Aarón, solicita al mismo contactos en Francia para que se trasladen a la Argentina para colaborar con la asistencia médica.
Rosa ya había obtenido el diploma de enfermera y había cursado dos años de la carrera de Medicina en París. Tuvo un gran desempeño en la epidemia, hecho que terminó por convencerla de continuar con sus estudios de medicina. 
Se trasladó entonces a Buenos Aires, donde pidió la aplicación del régimen de equivalencias de la Universidad de Buenos Aires. La solicitud le fue negada, aduciendo "falta de legalización, carencia de diploma de bachiller, equivalencias entre los estudios de París y Buenos Aires en los dos primeros años y por estar presentada la nota fuera de término. Luego de esta negativa, Rosa viajó a París para terminar sus estudios, graduándose en 1891. Volvió a la Argentina, revalidando su título  en la UBA en agosto de 1893, junto con Petrona Eyle. De este modo, fue la segunda mujer graduada en Medicina en Argentina.
Se dedicó a la pediatría, tanto en forma particular como en los consultorios del Hospital Francés, en la Ciudad de Buenos Aires. Rosa llegó a convertirse en Jefa del Servicio de Pediatría, y fue condecorada por el gobierno francés con la Legión de Honor. Pavlovsky, que era reconocida internacionalmente e integraba varias academias de medicina, falleció el 18 de septiembre de 1936 en Buenos Aires a los 74 años de edad.
Sus restos están sepultados en el Cementerio Británico de Buenos Aires.

## Distinciones
En el barrio de Mataderos, en la ciudad de Buenos Aires, el cantero central de la calle Remedios entre la calle Miralla y la calle Albariño lleva el nombre "Rosa Pavlovsky" en honor a la mádica.